# 金田和也
金田 和也（かねだ かずや、1987年11月5日 - ）は、日本の競泳選手。専門はバタフライ。金田スイミングクラブ所属。血液型はA型。

## 来歴
東京都小金井市出身。祖父は民間企業のスイミングクラブとしては最も古い金田スイミングクラブを創設し、実母はモントリオールオリンピック競泳自由形に出場した（旧姓）山崎幸子という、水泳一家に育った。
小金井市立小金井第二小学校、小金井市立小金井第一中学校、八王子高等学校を経て、2006年4月法政大学社会学部に入学。2010年3月同学を卒業。
2012年4月に行われた第88回日本選手権水泳競技大会バタフライ200mにおいて2位となり、ロンドンオリンピックに出場。結果は準決勝敗退。
高校生時代から交際を開始し共にロンドンオリンピックに出場した競泳選手・上田春佳と2014年11月に結婚。